# Аеродром Јеј
Аеродром Јеј (: ) је ваздухопловно пристаниште код града Јеј у вилајету Централна Екваторија у Јужном Судану. Смештен је на 610 метара надморске висине и има полетно-слетну стазу дужине 1.219 метара.